# Прапор Рені
Прапор Рені — офіційний символ міста Рені Одеської області, затверджений в 2017 р. рішенням № 0002-VII двадцять першої сесії Ренійської міської ради.

## Опис
Квадратне полотнище, що складається з двох рівновеликих вертикальних смуг-синьої та зеленої. По центру полотнища жовтий якір 0,7 висоти.
На синій смузі біле судно 0,15 висоти, на зеленій-жовте гроно винограду з листям 0,25 висоти. 

## Значення символіки
Якір і судно символізують морський порт - найбільший транспортний вузол, завдяки якому місто Рені з провінційного містечка перетворився на свого часу в індустріально розвинений і динамічно розвивається районний центр.
Традиційні заняття мешканців регіону виноградарством і виноробством відображає гроно винограду. Виноград - одна з найважливіших культур в Бессарабії, символізує виноробство.
Лазуровий (синій) колір є символом краси, гідності та величі. Зелений колір символізує родючість землі, відродження та процвітання сільського господарства.